# Saint-Jean-de-Losne
Saint-Jean-de-Losne è un comune francese di 1 207 abitanti situato nel dipartimento della Côte-d'Or nella regione della Borgogna-Franca Contea.

## Società

### Evoluzione demografica
Abitanti censiti